# Blendung (Ulujami)
Blendung is een bestuurslaag in het regentschap Pemalang van de provincie Midden-Java, Indonesië. Blendung telt 5125 inwoners (volkstelling 2010).